# Portugal International 1988
Die Portugal International 1988 fanden vom 5. bis zum 6. Juni 1988 in Caldas da Rainha statt. Es war die 23. Auflage dieser internationalen Titelkämpfe von Portugal im Badminton.

## Sieger und Finalisten
| Disziplin    | Gold                           | Silber                        |
| ------------ | ------------------------------ | ----------------------------- |
| Herreneinzel | Stéphane Renault               | Franck Panel                  |
| Dameneinzel  | Christelle Mol                 | Iolanda Oliveira              |
| Herrendoppel | Nick Pettman Jon Pulford       | Stéphane Renault Franck Panel |
| Damendoppel  | Cécilia Brun Christelle Mol    | K. Piercy D. Pulvord          |
| Mixed        | José Nascimento Christelle Mol | Franck Panel Cécilia Brun     |